# Saltugilia grinnellii
Saltugilia grinnellii là một loài thực vật có hoa trong họ Polemoniaceae. Loài này được (Brand) L.A. Johnson mô tả khoa học đầu tiên năm 2000.